# 옥상달빛
옥상달빛은 대한민국의 2인조 음악 그룹이다. 1984년생 동갑내기 여성 두 명이 만든 싱어송라이팅 포크 듀오이다. 동아방송예술대학에서 작곡을 전공하고 2008년 《유재하 음악경연대회》에서 장려상을 받은 박세진과 TV 다큐멘터리 그리스의 음악을 맡았던 김윤주가 구성원이다. 홍대 앞 놀이터에서 열리는 프리마켓에서 처음 공연하기 시작한 후 여러 무대에 서 왔다. 최초에는 '동방울 자매'라는 이름으로 노래했으나, 어느 전시장 무대에 선 이들의 모습을 보고 올드피쉬의 SODA가 올드피쉬의 3집 앨범에 참여를 권하며 본격적인 음악인의 길로 첫발을 내디뎠다. 드라마 《파스타》에 삽입된 동명의 노래 〈옥상달빛〉으로 널리 이름을 알리게 되었다.
2010년 EP 앨범 《옥탑라됴》로 가요계에 정식으로 데뷔이후 동시대 청춘들의 감성을 섬세하게 표현한다는 평을 들으며 인기를 쌓아가기 시작했다. 2011년 4월 26일 1집 앨범 《28》 발매. 〈없는게 메리트〉를 타이틀곡으로 하여 EP보다 다양한 편곡과 구성을 보여주었으며, 초도물량이 순식간에 동이나며 꾸준한 판매고를 올리고 있다. 동년 6월 3일~5일 동안 진행된 최초의 단독공연 '단독의 메리트'를 3일 전석 매진으로 성공적으로 치렀다.
- 2011년에 치루어진 단독공연인 '단독의 메리트'에는 라디오로 인연을 맺은 DJ들이 모두 게스트로 나왔다. 4일은 UV, 5일에는 정엽, 그리고 6일엔 유희열의 라인업으로 꾸며졌다.
- 10cm와는 유희열의 라디오천국의 고정 게스트로 방송에서 알게 되어 각별히 친해진 것으로 보인다. 10cm가 라디오에 나와 10cm라는 이름을 만들고 처음 찾아간 라이브 클럽의 메인 밴드가 옥상달빛이였고 너무 큰 스타였는데 지금은 역전돼서 통쾌하다는 이야기를 했었다.
- 10cm의 권정열과 김윤주의 열애설이 나왔다. 홍대인근에서 데이트 하는 모습이 목격되었다고 한다.
- 남성 잡지 맨즈 헬스에서 뽑은 2011년이 기대되는 11인의 여인에 뽑혀 화보촬영을 했다.[2]
- 2012년 5월 17일 MBC 표준FM의 시사 프로그램 손석희의 시선집중에서 손석희와 전화인터뷰를 했다. EP '서로'에 실린 '염소 4만원'과 관련된 이야기가 주제였다.
- 2014년 3월, 김윤주가 10cm의 권정열과 열애 끝에 결혼한다는 소식을 발표했으며 박진영의 축가 아래 결혼식을 올렸다.

## 구성원
- 박세진
  - 생년월일 : 1984년 6월 11일(40세)
  - 포지션 : 보컬, 실로폰, 멜로디언, 피아노
  - 동아방송예술대학 영상음악 작곡과 졸업
  - 제 19회 유재하 음악경연대회 장려상 수상

- 김윤주
  - 생년월일 : 1984년 10월 27일(40세)
  - 포지션 : 보컬, 피아노, 통기타
  - 동아방송예술대학 영상음악 작곡과 졸업

## 방송 활동
- TV

| 방송명                                     | 상세정보                                         |
| ------------------------------------------ | ------------------------------------------------ |
| KBS 2TV - 유희열의 스케치북                | 2010년 3월 19일 방송분                           |
| JTBC - 김제동의 톡투유 - 걱정 말아요! 그대 | 2015년 5월 24일 방송분                           |
| ONT - 멜로디                               | 국도를 따라 전국의 여행지를 소개하는 프로그램[3] |
- 라디오

| 방송명                                                                                   | 상세정보 |
| ---------------------------------------------------------------------------------------- | --- |
| KBS 쿨FM - 유희열의 라디오천국                                                           | 수요일 고정코너 'The Winner Takes It All'                                                                                                 |
| MBC FM4U - 옹달샘과 꿈꾸는 라디오                                                        | '옥달의 롤링페이퍼' (목요일, 2010.11.18~2011.05.05)                                                                                       |
| MBC FM4U - 푸른밤 문지애입니다 푸른밤 정엽입니다 푸른밤 종현입니다 푸른밤 옥상달빛입니다 | 일요일/월요일 고정코너 `하드코어 인생아` (2010.06.13~2011.12.26), 월요일 고정코너 `별에서 온 연애`[4](2014.02 ~ 2016.01) 진행(2018.10.8~) |
| 마포FM - 뮤직 홍 - 옥상달빛의 옥탑라됴                                                   | 진행 다시듣기 |

## 음반 목록
- 정규/비정규 앨범

|          | 앨범정보                          | 수록곡 |
| -------- | --------------------------------- | --- |
| EP       | 《옥탑라됴》(2010.1.22)           | 1. 안녕 2. 하드코어 인생아 3. 옥탑라됴 4. 옥상달빛 5. Another Day 6. 외롭지 않아 7. 가장 쉬운 이야기 8. Good Bye (Remix)                                                                  |
| 1집      | 《28》(2011.04.26)                | 1. Dalmoon 2. 안부 3. 없는게 메리트 4. 보호해줘 5. 그래야 할 때 6. 25 7. 수고했어, 오늘도 8. 똥개훈련 9. 고요한 10. 옥탑라됴 2 11. 정말 고마워서 만든 노래 12. 그래야할 때 (String Ver.)  |
| EP       | 《서로 (EACH OTHER)》(2012.05.03) | 1. Bird (feat. 유세윤) 2. 선물할게 3. 염소 4만원 4. Bird (Inst.) 5. 옥탑라됴3 (Bonus Track) 6. 염소 4만원 (Live) (Bonus Track)                                                            |
|          | 《새로와》(2013.04.22)            | 1. 새로와 |
| 2집      | 《Where》(2013.05.06)             | 1. 딩동 2. 새로와 3. 괜찮습니다 4. Tickle 5. Children Song 6. 유서 7. 공중 (空中) 8. 히어로(Hero) 9. Help 10. 하얀 11. 숲                                                                 |
| 프로젝트 | 《RE:TAG》(2016.05.13)            | 1. 달리기 2. 두 사람 3. 걸어가자 4. 스케치북 |
| 3집      | 《40》(2024.03.15)                | 1. 옥탑라됴6 2. 자기소개 3. 다이빙 (*𝗧𝗶𝘁𝗹𝗲) 4. 드웨인존슨 5. 약속할게 난 죽지 않아 6. 서른 7. 광고 8. 스페셜 이디엇 9. 혼잣말 10. 아무도 몰랐으면 좋겠어 11. 시작할 수 있는 사람 (*𝗧𝗶𝘁𝗹𝗲) |
- 참여 앨범

| 앨범정보                                           | 수록곡                                                        |
| -------------------------------------------------- | ------------------------------------------------------------- |
| 《Life》(2010.5.4)                                 | track 9. 구제불능                                             |
| 《M.net A-Live Vol.7》(2010.5.7)                   | track 1. 하드코어 인생아                                      |
| 타바코 쥬스 2집《설레발》(2010.05.12)              | track 8. 청춘 (Feat. 옥상달빛)                                |
| 《영화 그대를 사랑합니다OST》(2011.2.9)            | track 4. 들꽃처럼                                             |
| 《SAVe tHE Air : GREEN CONCERT》(2011.1.27)        | track 1. 빨주노초파남보                                       |
| 드라마《마이 프린세스 OST Part2》(2011.2.7)        | track 2. 곰인형                                               |
| 《로맨스가 필요해 2012 OST Part 4》(2012.07.19)    | track 1. 칵테일 사랑 (With 신재) track 3. 칵테일 사랑 (Inst.) |
| 페퍼톤스 5집《하이파이브 (HIGH-FIVE)》(2014.08.14) | track 3. 캠퍼스 커플 (With 옥상달빛)                          |

## 기사 (참고 자료)
- 네이버뮤직 이주의발견 선정(2010년 2월 2주) 청춘을 노래하는 달콤쌉사름한 멜로디 - 네이버
- 인터뷰 2010.04.01 "우린홍대여신은 아니고 홍대 여자정도?" - <10아시아>
- 정말 고마워서 하는 인터뷰, 옥상달빛 2015년 9월호 월간 세상사는 아름다운 이야기

## 동영상
- Mnet Live Stage AURA 10.08.31 소소하고 일상같은 라이브 콘서트
- 유희열의 스케치북중 옥상달빛LIVE(2010)

## 수상
- 2019년 MBC 방송연예대상 라디오부문 우수상 《푸른밤 옥상달빛입니다》